# Mujeres Libres (revista)
Mujeres Libres fue el título del órgano de prensa de la organización anarquista española Mujeres Libres, una revista fundada por Mercedes Comaposada Guillén, Amparo Poch y Gascón y Lucía Sánchez Saornil para difundir sus reivindicaciones anarcofeministas.

## Etapas
Se publicaron un total de 13 números de la revista, en tres etapas.
En una primera etapa, entre 1936 y 1938, el primer número se imprimió el 2 de mayo de 1936.El segundo y sucesivos, se publicaron bajo el nombre de Cultura y Documentación Social.Después, la redacción se trasladó a Barcelona.Aunque nació para tener una frecuencia mensual, cuando comenzó la guerra tuvieron que publicarse de forma irregular. También llamó la atención la datación de las cifras, pues se utilizaron expresiones como “32 días de la Revolución”,o “mes 11 de la Revolución”.
Dado que apareció con la intención de ser una revista para mujeres hecha por mujeres, inicialmente, todas las colaboradoras fueron mujeres. Colaboraban Amparo Poch, Federica Montseny, Emma Goldman, Lucía Sánchez Saornil, Mercedes Comaposada, Mary Giménez, Carmen Conde, etc. El único hombre que participó fue el escultor Baltasar Lobo, como diseñador gráfico. Y en el número 12, también se incluyeron los poemas de León Felipe.
La segunda etapa, entre 1964 y 1976, se desarrolló en el exilio. Se reimprimió por primera vez en Londres, luego en Montadin y Capestang, dos localidades del Languedoc, Francia. Fue dirigida por Suceso Portales y Sara Guillén y entre las colaboradoras se encontraban Lola Iturbe, Tomás Cano, Violeta Olaya y otras. Entre las fotógrafas, Kati Horna.
En la tercera etapa, entre 1977 y 1978, regresa a Barcelona.